# Andhracoides shabuddin
Andhracoides shabuddin is een pissebed uit de familie Hypsimetopidae. De wetenschappelijke naam van de soort is voor het eerst geldig gepubliceerd in 2011 door Wilson & Ranga Reddy.